# أندريا إليزابيث رودولف
أندريا إليزابيث رودولف (بالدنماركية: Andrea Elisabeth Rudolph)‏ هي مقدمة برامج إذاعية ومقدمة تلفزيونية دنماركية، ولدت في 1 يوليو 1976 في Vejen Municipality ‏ في الدنمارك.
ظلت أندريا إليزابيث رودولف متزوجة من لاعب كرة اليد المحترف السابق كلاوس مولر جاكوبسن لمدة 8 سنوات، لكن في 4 يونيو 2024، أكد الزوجان طلاقهما.

## وصلات خارجية
- أندريا إليزابيث رودولف على موقع IMDb (الإنجليزية)